# Gi-ga-groen
Gi-ga-groen is een lied van het Nederlandse kinderkoor Kinderen voor Kinderen. Het werd in 2022 als single uitgebracht en stond in hetzelfde jaar als eerste track op het album 43 - Gi-ga groen.

## Achtergrond
Gi-ga-groen is geschreven door Janneke Schotveld, Willem Laseroms en Jermain van der Bogt en geproduceerd door Laseroms. Het is kinderlied waarin het koor andere kinderen aanmoedigt om buiten te gaan spelen. Het nummer was het themalied van de Kinderboekenweek 2022, welke ook een gelijknamig thema had. De hele Kinderboekenweek stond in het thema om ook juist in de herfst kinderen meer buiten te laten spelen en het mooie van de herfst aan de kinderen te tonen. De single heeft in Nederland de gouden status.

## Hitnoteringen
Het kinderkoor had bescheiden succes met het lied in de Nederlandse hitlijsten. Het kwam tot de 36e plaats van de Single Top 100 en stond vijf weken in de lijst. Er was geen notering in de Top 40; het kwam wel tot de tiende plaats in de Tipparade. Het was hiermee voor het eerst in 2014 dat een themanummer van de Kinderboekenweek in de Tipparade terecht kwam. In 2014 was dit Feest!. Tussendoor waren meerdere themanummers van de Koningsspelen wel bescheiden hits.